# William Throsby Bridges
Pour les articles homonymes, voir Throsby.
Le général de division Sir William Throsby Bridges (18 février 1861 – 18 mai 1915) est un militaire australien qui participe à la Première Guerre mondiale et est le premier officier australien à être nommé général. Il est tué à la bataille des Dardanelles le 18 mai 1915.

## Biographie
Né à Greenock, en Écosse, il fait ses études d'abord en Grande-Bretagne avant d'aller au Canada. Il fait alors ses études au Royal Military College of Canada à Kingston, en Ontario mais s'arrête avant la fin. En 1879 il rejoint sa famille qui s'est installée à Moss Vale, en Nouvelle-Galles du Sud. 
Il s'engage dans l'armée britannique pendant la seconde guerre des Boers de 1899 à 1902, où il attrape la typhoïde. Il est évacué en Angleterre avant de revenir en Australie où il gravit rapidement les échelons. 
En 1910, Bridges devient le premier commandant du collège royal militaire de Duntroon, dans le Territoire de la capitale australienne. C'est lui qui est à l'origine du choix du site. Il suit les conseils du maréchal Kitchener et crée Duntroon sur le modèle de l'Académie militaire de West Point.
En mai 1914, Bridges est nommé inspecteur général des armées, le poste le plus élevé de l'administration militaire australienne. Quand la guerre éclate, Bridges est chargé de créer un corps expéditionnaire de 20 000 hommes pour aller combattre en Europe. 
Bridges et son unité quittèrent Albany, en Australie-Occidentale, le 26 octobre 1914. En route, leur destination est changée de l'Angleterre pour l'Égypte, où ils arrivent le 30 novembre 1914. 
Il débarque à Gallipoli en tant que commandant de la 1re division australienne le 25 avril 1915. Alors qu'il visite les lignes le 15 mai, Bridges est touché à l'artère fémorale par un sniper turc et est évacué aussitôt vers le navire-hôpital Gascon. 
Il est fait chevalier par le roi George V le 17 mai et meurt le lendemain. Son corps est ramené à Melbourne où il a droit à des funérailles nationales. Il est enterré à Duntroon le 3 septembre 1915. Son tombeau est conçu par Walter Burley Griffin, le concepteur de la ville de Canberra.